# ريتشارد جيويل
ريتشارد ألينسوورث جيويل (17 ديسمبر 1962 - 29 أغسطس 2007)، كان حارس أمن أمريكي وضابط إنفاذ القانون، اشتهر بعد أن نبه الشرطة أثناء الانفجار الذي وقع في حديقة سينتينيال الأولمبية في دورة الألعاب الأولمبية الصيفية لعام 1996 في أتلانتا، جورجيا إلى وجود حقيبة ظهر تحتوي على ثلاث قنابل أنبوبية ملقاة على أرض الحديقة، وساعد في إخلاء المنطقة قبل انفجار القنبلة، مما حال دون وقوع العديد من الإصابات والوفيات. بعد هذا الحدث بعدة أشهر أصبح جيويل مشتبًا به في زراعة القنبلة، مما أدى إلى ظهور دعاية سلبية ترمز إلى تجاوزات في تطبيق القانون ووسائل الإعلام.
أشادت وسائل الإعلام في البداية بجويل كبطل، وسرعان ما اعتبره مكتب التحقيقات الفيدرالي وسلطات إنفاذ القانون المحلية مشتبهًا به بناءً على تنميط الجاني. وعلى الرغم من عدم توجيه أي اتهامات له مطلقًا، إلا أن جيويل شهد ما وصف بأنه "محاكمة من قبل وسائل الإعلام"، والتي أثرت سلبًا على حياته الشخصية والمهنية. وتمت تبرئته كمشتبه به بعد 88 يومًا من التدقيق العلني المكثف. في عام 2005، اعترف شخص آخر يدعى إريك رودولف وأقر بأنه مذنب في هذا التفجير وهجمات أخرى.
كانت حياة جيويل موضوعًا للثقافة الشعبية، بما في ذلك فيلم ريتشارد جيويل لعام 2019 ومسلسل الدراما (ألعاب خطيرة) المكون من عشر حلقات ، وموسم 2020 من فيلم (مطاردات).